# L'Ombre de Zorro (jeu vidéo)
Pour les articles homonymes, voir L'Ombre de Zorro.
L'Ombre de Zorro (The Shadow of Zorro) est un jeu d'aventure et d'action développé par le studio In Utero et édité par Cryo Interactive en 2001 sur ordinateurs PC et sur la console PlayStation 2. Le jeu se déroule dans l'univers des aventures du justicier américain Zorro et y développe un scénario original.

## Synopsis
Le jeu se déroule en Californie en 1822, et le joueur y incarne Don Diego de la Vega, qui devient régulièrement, à l'insu de tous, le justicier masqué Zorro. L'histoire commence au moment où un nouveau chef de la police, Fuertes, est nommé dans l'Hacienda des De la Vega. Don Alejandro, le père de Don Diego, est convaincu que Fuertes n'est autre qu'un terrible criminel, le « Boucher de Saragosse », que tout le monde croyait mort. Zorro doit donc enquêter sur Fuertes et sur ses comparses. 

## Système de jeu
L'Ombre de Zorro est un jeu d'aventure à la troisième personne comprenant des séquences de jeu d'action en vision subjective pour les combats. Le joueur dirige Zorro dans un environnement modélisé en images de synthèse et en 3D temps réel. Le jeu repose sur l'enquête et l'exploration de lieux, et la progression comprend une large part d'infiltration furtive en terrain hostile, ponctuée de séquences de combat. Zorro peut combattre à l'aide de plusieurs armes, dague, pistolet ou épée. Les duels à l'épée sont gérés à l'aide d'un système de combinaisons de touches qui permet au joueur de déterminer sa tactique à l'avance.

## Voix originales
- David Gasman : Zorro
- Geoffrey Bateman : Alejandro
- Allan Wenger : Sergent Garcia, Capitaine Fuerte
- Gay Marshall : Carlotta
- Karen Strassman : Agatha, Maid, Senora
- Paul Bandey : Augusto, Fray Felipe, Coroto, Juan Felipe, Yan Na

## Réception
Le jeu reçoit des critiques mitigées à sa sortie. Le site agrégateur de critiques MobyGames donne au jeu une moyenne de 53 sur 100, fondée sur dix critiques, toutes, sauf une, portant sur la version PC du jeu. Dans sa critique de la version pour PlayStation 2, le critique du site Jeuxvideo.com donne au jeu la note de 13/20 ; il en loue les graphismes superbes, la bonne ambiance musicale et l'histoire, tous ces éléments se montrant respectueux de l'univers du héros ; il lui reproche une maniabilité passable, des duels à l'épée répétitifs et ennuyeux, et une intelligence artificielle défaillante. Le portage du jeu sur PC déçoit les critiques par sa maniabilité catastrophique, inadaptée au support,. Le critique du site Gamekult donne au jeu la note de 2 sur 10, à cause de sa jouabilité désastreuse et de ses nombreux bugs, et regrette que le jeu n'ait pas bénéficié d'un temps de développement plus long qui aurait permis à la jouabilité d'égaler le très bon niveau des graphismes et des animations.